# 猿喰山
猿喰山（さるばみやま）は、広島県山県郡北広島町にある山。標高796メートル。
地元では「さるまみやま」とも呼んでいる。山頂には南北朝時代の山城で、山県為継・壬生道忠らの本拠である猿喰城（さるばみじょう）が築かれていた。1350年（観応元年）に観応の擾乱が起きると、為継・道忠は毛利親衡に呼応して挙兵したが、安芸国守護の武田氏信によって攻略された。
1943年（昭和18年）3月26日に猿喰城跡が県の史跡に指定されたが、地上デジタル放送の安芸千代田中継局が置かれるなどした結果、2019年（令和元年）現在では山頂にはアンテナが並んでおり遺構などは存在しない。
西側には野々志山や城山、南側には滝脇山や海見山があり、江の川水系の冠川が流れる東側の谷筋には国道261号や中国自動車道が走る。